# Pădurea Vlădila
Pădurea Vlădila  o arie protejată (arie specială de conservare — SAC, sit de importanță comunitară — SCI) din România, desemnată în scopul protejării biodiversității și menținerii într-o stare de conservare favorabilă a florei spontane și faunei sălbatice, precum și a habitatelor naturale de interes comunitar aflate în arealul zonei protejate. Acesta este situat în Oltenia, pe teritoriul județului Olt.

## Localizare
Aria naturală se află în partea sud-vestică a județului Olt, pe teritoriul administrativ al comunei Vlădila (în vestul satului omonim), în imediata apropiere de drumul național DN54, care leagă municipiul Caracal de orașul Corabia.

## Înființare
Zona a fost declarată sit de importanță comunitară prin Ordinul Ministerului Mediului și Dezvoltării Durabile Nr.1964 din 13 decembrie 2007 (privind instituirea regimului de arie naturală protejată a siturilor de importanță comunitară, ca parte integrantă a rețelei ecologice europene Natura 2000 în România) și se întinde pe o suprafață de 406,8 hectare. Situl a fost protejat și ca arie specială de conservare în mai 2022.

## Biodiversitate

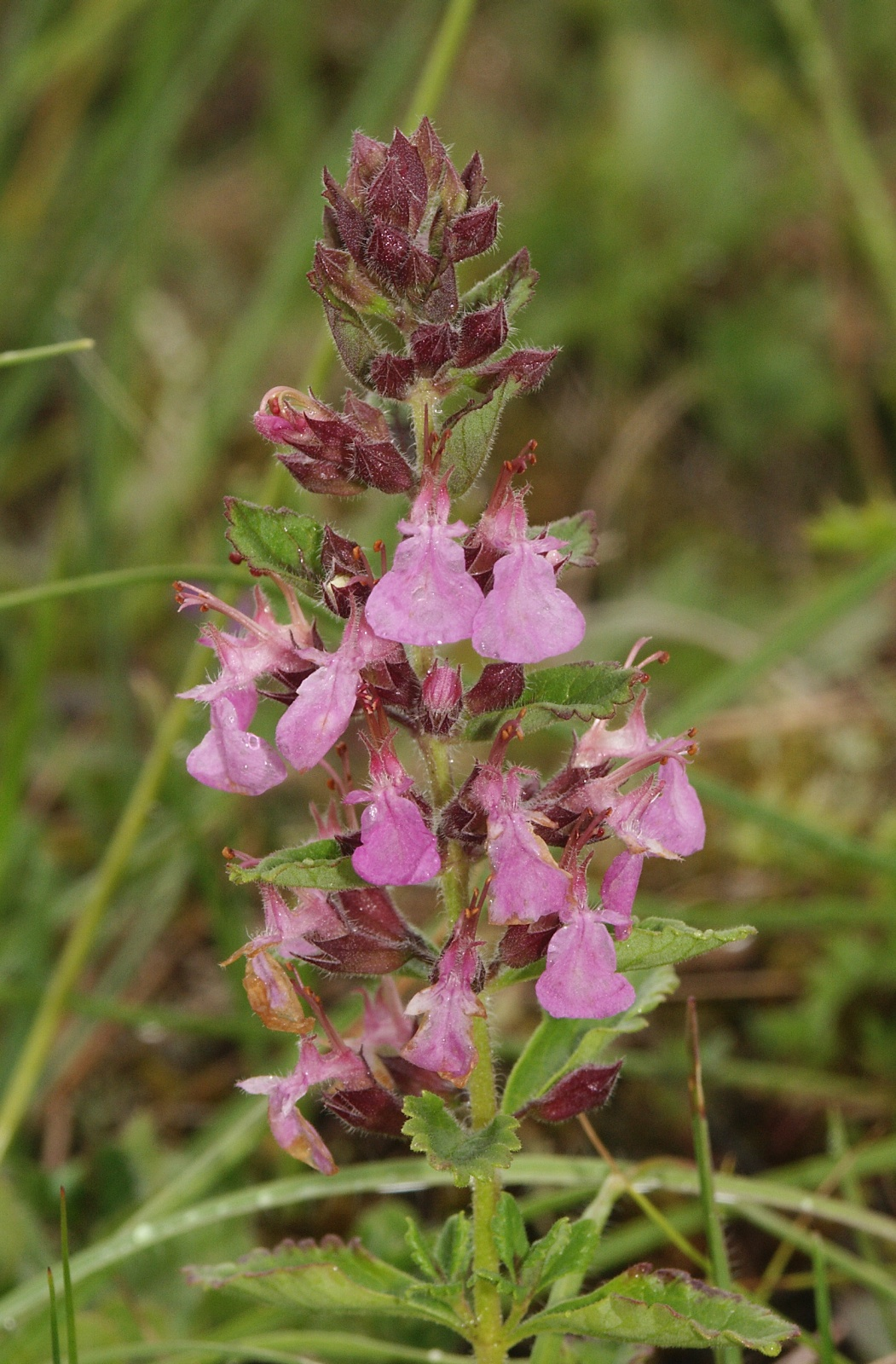
Dumbăţ (Teucrium chamaedrys)

Situl reprezintă o zonă (râuri, lacuri, terenuri arabile cultivate, pășuni, păduri de foioase) împădurită (încadrată în bioregiune continentală) aflată în Câmpul Leu-Rotunda din Câmpia Cracalului (subunitate geomorfologică a Câmpiei Romanațiului) și străbătută de râul Vlădila și afluentul său, Valea Redea. 
Pădurea Vlădila conservă un habitat natural de tip: Vegetație de silvostepă eurosiberiană cu Quercus spp. și protejază exemplare de arboret de stejar din specia Quercus pubescens. Stejarul este înlocuit treptat (datorită degradării) cu arbori de salcâm (Robinia pseudoacacia), care vegetează în asociere cu arbusti din speciile: spinul-cerbului (Rhamnus cathartica), corn (Cornus mas), păducel (Crataegus monogyna), măceș (Rosa canina), porumbar (Prunus spinosa), lemn câinesc (Ligustrum vulgare), salbă moale (Euonymus europaeus), scumpie (Cotinus) sau dârmox (Viburnum lantana).
La nivelul ierburilor este întâlnită o gamă variată de plante cu specii de: cerențel (Geum urbanum),  silnic (Glechoma hirsuta),  colilie (Stipa danubialis), mărgelușe (Lithospermum purpurocaeruleum), pecetea lui Solomon (Polygonatum latifolium), alior (Euphorbia cyparissias), măzăriche (Vicia lutea), poala "Sfintei Mării" (Nepeta ucranica), scântietoare (Potentilla argentea), coroniște (Coronilla varia), dumbăț (Teucrium chamaedrys), frăsinel (Dictamnus albus) sau mărgică (Melica uniflora).

## Căi de acces
- Drumul național DN54 pe ruta: Caracal - Comanca - Deveselu - Vlădila Nouă - drumul județean DJ642A (care străbate situl).

## Monumente și atracții turistice
În vecinătatea sitului se află numeroase obiective de interes istoric, cultural și turistic; astfel:

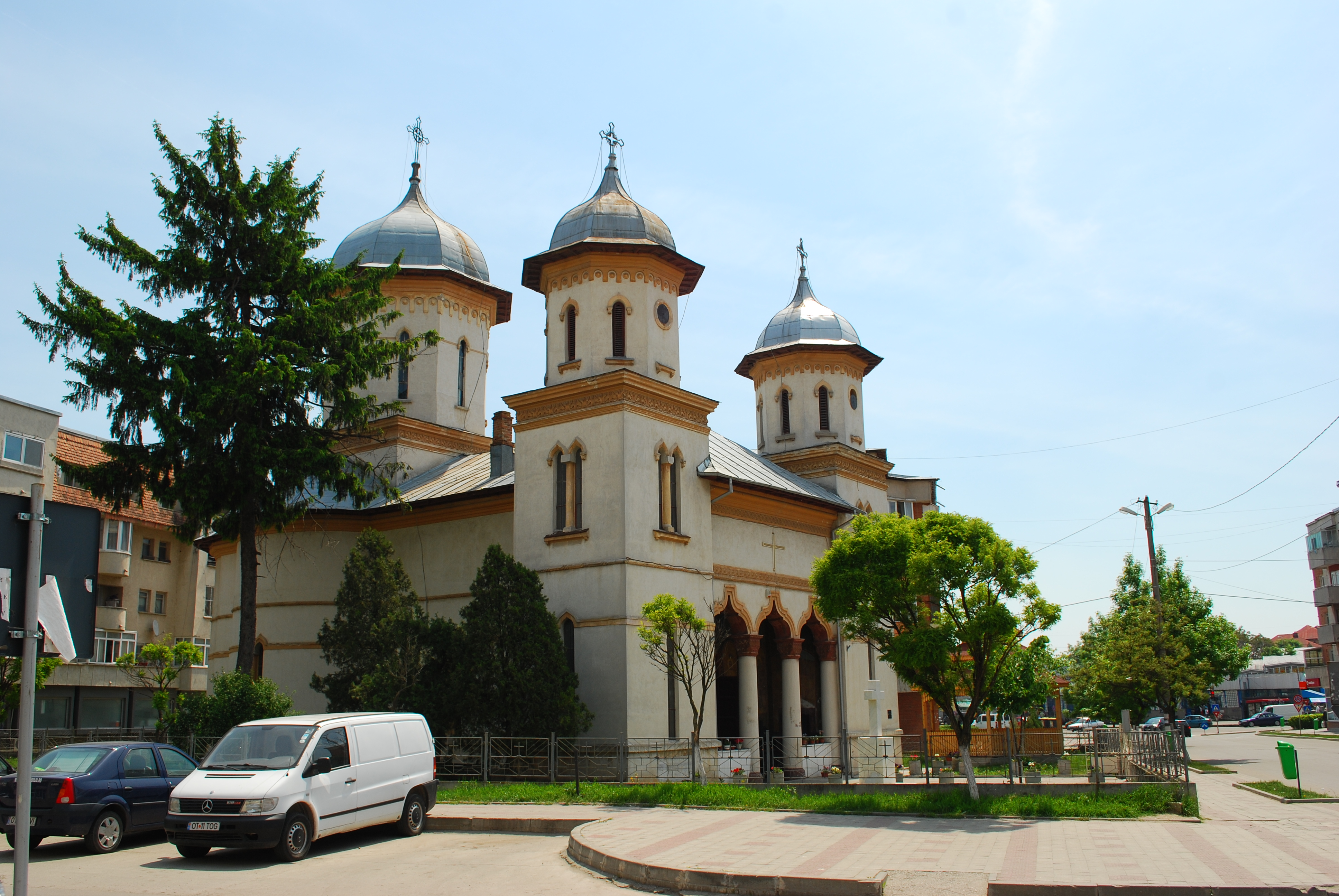
Biserica "Adormirea Maicii Domnului" din Caracal

- Biserica "Adormirea Maicii Domnului" din satul Studina, construcție 1896, monument istoric.
- Biserica "Intrarea în biserică a Maicii Domnului" a fostei Curți Domnești din Caracal, construcție 1817, 1890, monument istoric.
- Biserica "Sf. Ioan Botezătorul" din Caracal, construcție 1768, monument istoric.
- Biserica "Sf. Nicolae" din Caracal, construcție 1863, monument istoric.
- Biserica "Adormirea Maicii Domnului" din Caracal, construcție 1800, monument istoric.
- Biserica "Sf. Treime" din Caracal, construcție secolul al XVIII-lea, monument istoric.
- Biserica "Sf. Nicolae" din satul Comanca, construcție 1785-1798, monument istoric.
- Casa memorială "Iancu Jianu" din Caracal, construcție secolul al XVIII-lea, monument istoric.
- Aria naturală protejată Pădurea Studinița (sit Natura 2000).
- Villa rustica de la Vlădila (1) (sec. II - III p. Chr.).
- Situl arheologic de la Vlădila (Neolitic timpuriu, Cultura Starèevo - Criș, sec. XV - XVI).